# 李志 (南唐惠宗)
李志（?—?），唐朝末年徐州判司，李超的兒子，是李榮的父親，李昪的祖父。
939年，李昪改国号唐，他被尊為皇帝，廟號惠宗，諡號孝安皇帝。